# Sveinsdóttir
Sveinsdóttir ist ein weiblicher isländischer Name.

## Bedeutung
Der Name ist ein Patronym und bedeutet Sveinns Tochter. Die männliche Entsprechung ist Sveinsson (Sveinns Sohn).

## Namensträgerinnen
- Anna María Sveinsdóttir (* 1969), isländische Basketballspielerin und -trainerin
- Ásta Kristjana Sveinsdóttir (* 1969), isländische Philosophin
- Herdís Sveinsdóttir (* 1956), isländische Pflegewissenschaftlerin
- Jóhanna Björk Sveinsdóttir (* 1989), isländische Basketballspielerin
- Júlíana Sveinsdóttir (1889–1966), isländische Malerin und Textilkünstlerin
- Lára Sveinsdóttir (* 1955), isländische Leichtathletin